# Бели Лом (язовир)
Вижте пояснителната страница за други значения на Бели Лом.
Бели Лом е язовир в Област Разград на река Бели Лом. Разположен между селата Крояч, Манастирци и Студенец. В експлоатация от 1963 г. Срещат се следните рибни видове: шаран, сом, каракуда (таранка), толстолоб, червеноперка, бяла риба (сулка), костур, кротушка, черен и бял амур, слънчева риба, блескач.

## Местоположение
Подходите са следните:
- от село Студенец /респ. Ловско/ при пресичането на р. Бели Лом – западното втичало; от двете страни на мостчето има сравнително приличен черен път. При дъждовни години по средата на пътя до язовира теква една чешма!
- ако от с. Студенец се продължи още малко по посока на с. Ловско, в най-високата точка отляво на пътя /на изток/ има залесителен пояс. Покрай него върви добре очертан черен път, който след около 1,5 – 2 km завива на север и се спуска към бившата помпена станция и „Тунела“ подземен напоителен канал. На запад от помпената станция ръкавът е сравнително плитък и почти без растителност по брега. На изток брегът е обрасъл с доста едри върби с хубави места между тях за риболов и бивакуване. Дълбочината в този участък също не е кой знае каква – на 10 m от брега е около 1 – 1,20 м, а на 30 m е около 3 m. Поради различните нива през годините са се оформили множество стъпала /тераски/от 10 см до 0,5 м.
- друг път за язовира е през с. Крояч, който на картата е даден като шосе /руско понятие – има се предвид камъни, не асфалт/, което води до бивши рибарници. Мястото тук е известно като „бившата хранилка“. От камъните е останало малко, но за сметка на това коловозите са се изровили и са станали дълбокички. Пътя обаче за разлика от предходните е по-проходим в лошо време. Може да се мине и пак от Крояч по стената на микроязовирчето /частно/ и да се излезе покрай язовира пак на същото място.

Ръкавът от към с. Мировец /западния бряг/ пак е достъпен през Крояч и по черния път до язовира и след това надясно. От пътя Лозница – Шумен не може да се слезе на западния бряг, защото е високо и има мантинела. Може да се слезе на източния, но там няма дървета. Ръкавът също е сравнително плитък.
- единственият асфалтов път до язовира води до базата на арендаторите – бивш мотел отбелязан на картата с Д.О. /дом отдыха /.

## Риболов
Той е един от големите държавни язовири разрешен за любителски риболов. Договорът на последните арендатори на част от язовира изтече на 1 август 2007 г., но те все още не са напуснали, като се позовават на процедурни спорове, обжалвания и т.н.
Арендаторите държат северния и източния бряг, като ~ 2 km от западното и южното втичала са маркирани като зони за естествено развъждане на рибата и там е разрешен любителският риболов. Стената и прилежащият ѝ воден участък са забранени за риболов и въобще за достъп.
В язовира се срещат следните видове риба: шаран, каракуда /таранка/, червеноперка, бял амур, попчета, слънчевки, уклей, костур, бяла риба.
През последните 3 години са уловени много рекордни амури с тегло над 20 kg, а отделни и над 40. Улавяни са и шарани над 15 kg и много по 2 – 3 kg. Последните са от зарибяването на арендаторите и на ИАРА. Има и няколкокилограмови амури, които са от същото време 2001 – 2002 г.
Практиката за риболов на шаран и амур е организиране на многодневен /а понякога и многоседмичен/ бивак с ежедневно подхранване с лодка и внасяне на въдици с лодка.

## Други
- Никъде по брега няма чешма или друг водоизточник.
- Всички мобилни мрежи имат покритие из целия язовир.